# کتی پیچ
کتی پیچ یک غذای خیابانی هندی است. در اصل این غذا یک کباب به سیخ کشیده است که در نان پاراتا پیچیده شده.